# Приходько, Владимир Васильевич
Приходько Владимир Васильевич (10 марта 1950, г.Нежин, Украина) — профессор пед. наук, научный и общественный деятель, педагог.

## Биография
Учился в средней школе № 3 города Нежина.
После окончания школы в 1967 году поступает на факультет физического воспитания Черниговского государственного педагогического института имени Т. Г. Шевченко. В 1981 году под научным руководством Юрия Николаевича Теппера защищает кандидатскую диссертацию на тему «Исследование путей повышения эффективности деятельности комитетов по физической культуре и спорту в условиях малых и средних городов». В мае 1992 г. в Государственном центральном ордена Ленина институте физической культуры успешно защищает диссертацию на соискание учёной степени доктора педагогических наук по теме «Педагогические основы физкультурного образования студентов (опыт игрового проектирования и экспертизы)» (научный консультант Сергей Дмитриевич Неверкович), в 1994 г. получает учёное звание профессора.

### Научная деятельность
За более чем 50 лет деятельности издано несколько сотен научных статей, он является автором более 20 книг научного и методического характера.
Все научное творчество Приходько В. В. подчинено общей логике реализации потенциала педагогической антропологии. Педагогическая антропология, как понимает её возможности автор, должна стать действенным средством содействия становлению само определённой и деятельной личности, которая способна и обязана брать на себя ответственность за нравственный выбор жизненного пути, за своё становление как специалиста и профессионала. В одной из работ автора сформулирована соответствующая позиция учёного и методиста (Приходько В., Бочелюк В., Шевяков О., Малий В. Педагогічна антропологія і вища школа : навч. посіб. Дніпропетровськ, 2008).
Подход, который отстаивает Приходько В. В., побудил его сформировать объём и содержание понятия «макропедагогика»1-7 [0], предложить ряд «макро педагогических инструментов», сформировать также новые понятия «креативная валеология»8-9 «здраво строительство»12-13 1], «непрофессиональное физкультурное образование»14-15.
К числу наиболее важных работ Приходько В. В. следует отнести труд, посвящённый обновлению современной украинской высшей школы (Приходько В. В. Стратегія реформи національної вищої школи : монографія. Дніпропетровськ, 2014). На момент издания не существовало другой фундаментальной работы, автор которой взял бы на себя ответственность заявить претензии на видение будущего высшей школы, которая порывает с советским прошлым.
Кроме того, Приходько В. В. является автором концепции и педагогической технологии непрофессионального физкультурного образования как нового компонента практики физического воспитания. НФО способствует формированию деятельной личности, готовой результативно заботиться о состоянии собственного здоровья и работоспособности. Непрофессиональное физкультурное образование является стержневой идеей и для подготовленной им «рамочной» концепции креативной валеологии, направленной на становление деятельного здраво строителя (Приходько В., Кузьмінський В. Креативна валеологія : навч. посіб. Дніпропетровськ, 2004).
Положения креативной валеологии были использованы в написании одной из самых заметных работ, посвящённой качественному обновлению физического воспитания студентов (Приходько В. В., Салов В. О., Чернігівська С. А., Вілянський В. М. Реформа фізичного виховання бакалаврів у вітчизняній вищій школі (компетентнісний підхід) : монографія. Дніпропетровськ, 2016).
Важным следует считать[почему?] также вклад учёного в подготовку реформы олимпийского спорта в условиях нынешней Украины (Приходько В. В. Концепція управління сучасною системою підготовки спортсменів : монографія. 2018). Эта сфера на момент издания монографии, не оправилась от советского прошлого и эксплуатировала то, что осталось от административно-командной модели управления, не пригодной в условиях перехода к подлинно рыночной модели.

### Награды
— нагрудный знак «Отличник образования Украины» (2000)
— памятный знак «Петр Могила» (2010).